# Pseudodaphnella leuckarti
Pseudodaphnella leuckarti é uma espécie de gastrópode do gênero Pseudodaphnella, pertencente a família Raphitomidae.